# Parapenaeus longirostris
Il Gambero rosa (Decreto Ministeriale nº 19105 del 22 settembre 2017 - Denominazioni in lingua italiana delle specie ittiche di interesse commerciale), (Parapenaeus longirostris, Lucas, 1846), conosciuto anche come  gambero bianco, è una specie di crostacei decapodi.

## Descrizione
Di colore rosa chiaro, ha una grandezza media di 6 a 12 cm. Ha un carapace da cui si diramano 13 paia di appendici. Il rostro è dotato da 5 a 9 spine sulla parte dorsale.  Diffuso nel mar Mediterraneo, in particolare nel mar Ligure, nel mar Tirreno, nel mar Ionio e nel canale di Sicilia.